# Червонощок малий
Червонощо́к малий (Pyrenestes minor) — вид горобцеподібних птахів родини астрильдових (Estrildidae). Мешкає в Східній Африці.

## Опис
Довжина птаха становить 14 см. Забарвлення переважно оливково-коричневе, крила більш темні. Обличчя, тім'я, горло і центральна частина грудей яскраво-червоні, також червоними є верхні покривні пера хвоста, центральні стернові пера і краї інших стернових пер. Очі карі, навколо очей сіруваті кільця. Дзьоб синювато-чорний, лапи тілесного кольору. У самиць червона пляма на голові менша, обмежена лише лобом, обличчям і верхньої частиною горла.

## Поширення і екологія
Малі червонощоки мешкають на півдні Танзанії, в Малаві, Мозамбіку і на заході Зімбабве. Вони живуть на узліссях тропічних лісів Brachystegia, на трав'янистих і порослих чагарниками галявинами і в густих заростях на берегах водойм, в Танзанії на берегах іригаційних каналів, в Мозамбіку на краях рисових полів. Зустрічаються поодинці або парами. Живляться переважно насінням, зокрема зернами рису і насінням бамбука Olyra latifolia
Гніздування припадає на другу половину сезону дощів, в Малаві і Зімбабве з грудня по березень, в Мозамбіку з березня по травень. Гніздо кулеподібне, будується парою птахів з травинок і переплетених рослинних волокон, розміщується в густій рослинності. В кладці від 3 до 5 білуватих яєць. Інкубаційний період триває 2 тижні. Пташенята покидають гніздо через 2 тижні після вилуплення і стають повністю самостійними у віці півтора місяців.